# Stroppendragers

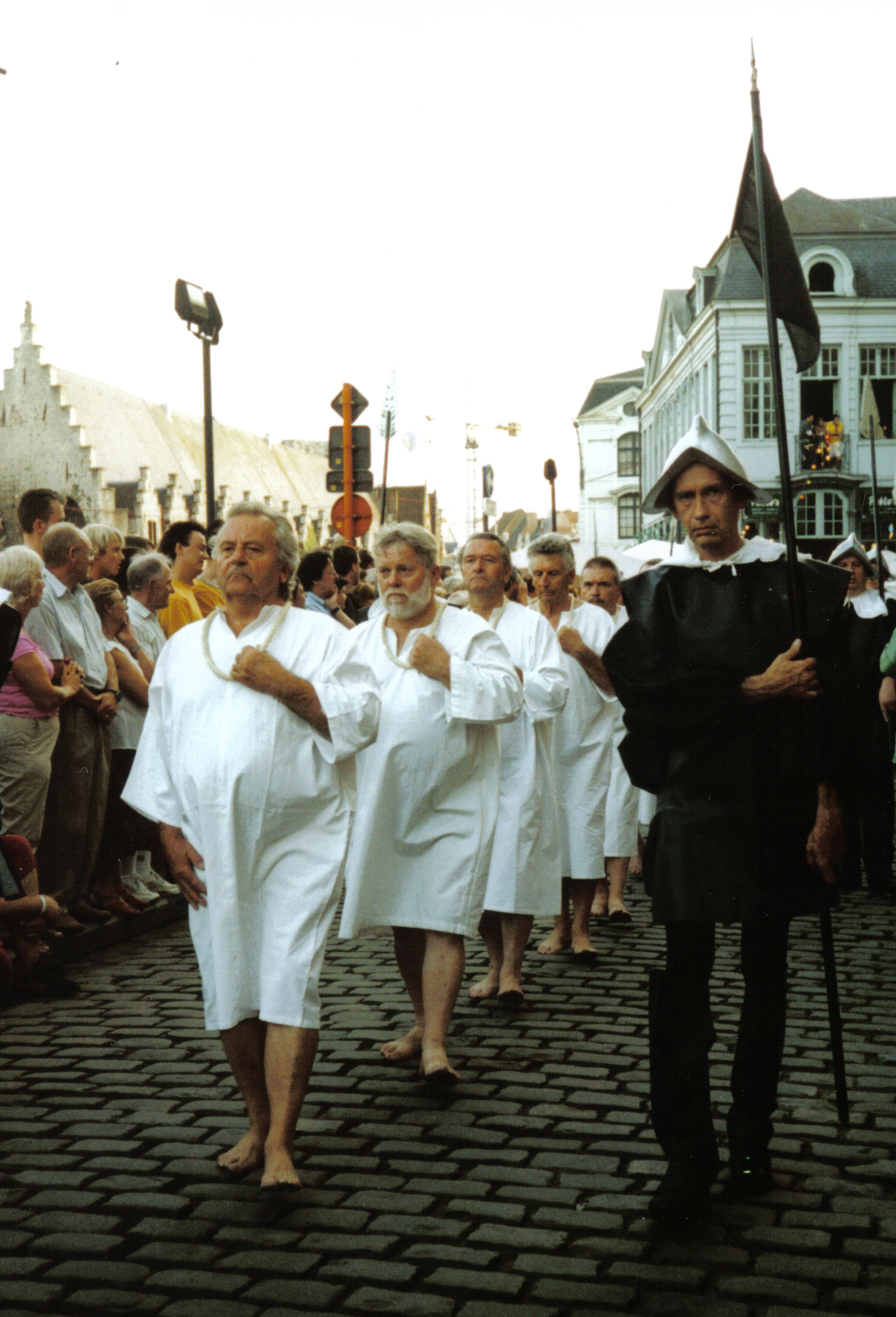
Stroppendragers in Gent tijdens de Gentse Feesten

De stroppendragers of ook kortweg de Stroppen, is de bijnaam van de Gentenaars.
Op 3 mei 1540 vernederde keizer Karel V de notabelen van Gent, zijn geboortestad omdat de Arteveldestad zich schuldig had gemaakt aan majesteitsschennis tijdens de Gentse revolte in 1540. Hij liet de leiders van de opstand arresteren. Daarvan liet hij 25 mensen ombrengen. Anderen liet hij bij wijze van exemplaire bestraffing, een zogenaamde eerlijke betering, door de stad gaan met een strop om de hals. Om de Gentenaars onder de knoet te houden liet hij het Spanjaardenkasteel bouwen en dwong hen de Concessio Carolina op. 
De strop is blijven leven als het symbool van fiere weerstand tegen elke vorm van tirannie en misplaatste autoriteit. Gentenaars noemen zichzelf koppige, fiere (niet hetzelfde als 'trotse') mensen die altijd ruimte laten aan andere meningen en in de wetenschap het vrije onderzoek genegen zijn. Karel V en alle Habsburgers waren zo katholiek dat de Gentenaars tijdens het bewind van zijn zoon, Filips II enkele jaren een calvinistische republiek hebben in stand gehouden. 
Tijdens de Gentse Feesten zal men elk jaar vele Gentenaars kunnen zien met een zwart-witte strop rond hun hals. Wit en zwart zijn de hoofdkleuren van het wapenschild van de stad, een witte leeuw op een zwarte achtergrond.

## Publicaties
- Wim Blockmans: 'De legenden rond Keizer Karel'. In: Karel V. Utrecht: Kok Omniboek, 2012. ISBN 9789059778344
- Johan Decavele (red.): Gentenaars Stropdragers, Gent 1995